# Ringier Axel Springer Media
Ringier Axel Springer Media AG ist ein Medienunternehmen mit Sitz in Zürich. Es ist in Polen, der Slowakei, Ungarn und Serbien aktiv und beschäftigt rund 3100 Mitarbeiter.

## Geschichte
Das Unternehmen wurde am 1. Juli 2010 von der Schweizer Ringier Holding AG und der deutschen Axel Springer SE mit dem Ziel gegründet, die internationalen Aktivitäten der bisherigen zwei Gesellschaften zu bündeln.

## Produkte
Das Unternehmen führt in Polen, der Slowakei, Ungarn und Serbien mehr als 160 Online- und gedruckte Produkte (Stand: 2016). Die Ringier Axel Springer Media AG verfügt mit den Titeln FAKT, NOVY CAS, BLIKK und BLIC über Boulevardzeitungen und ist auch als Magazinherausgeberin mit Titeln wie Newsweek Polska, Forbes, Geo, Top Gear, Auto Bild, Auto Swiat, NIN tätig. Zu dem digitalen Portfolio zählen u. a. die führenden Websites Onet.pl, Azet.sk und businessinsider.com.pl oder die in Ungarn führende Jobsite profession.hu.

## Beteiligungen
Die Ringier Axel Springer Media AG hält 75 % der Anteile an dem Online-Portal Onet.pl. Seit 2010 hält Ringier Axel Springer Slowakei 70 % Anteile an dem Internet-Unternehmen AZET, das im Juni 2016 in Ringier Axel Springer Slowakei integriert wurde.